# Финляндская газета
«Финляндская газета» (рос. Фінляндська газета) — російська офіційна газета, виходила у при управлінні генерал-губернатора в Гельсінгфорсі від 1 січня 1900 до грудня 1916 року з періодичністю 4 рази на тиждень. Перший і єдиний російськомовний друкований орган у Великому князівстві Фінляндському.

## Редактори
Редактори: Баженов (1901—1908); Лебедєв (1907—1911); Семенов (1911); Добришин (1911); Гросман (1911, 1913, 1914); Єфимов (1911—1913); Крохін (1913—1914); Рождественський (1914—1916); Старков (1914); Башмаков (1914—1915); Швейковский (1915—1916).

## Створення та тематика
Видання газети було частиною політики русифікації та зближення Фінляндії та Росії, яку проводив генерал-губернатор Микола Бобриков. Прийшовши на цю посаду 1898 року, Бобриков неодноразово клопотав про заснування російськомовної газети, що мало полегшити інтеграцію населення Фінляндії в російське суспільство. Однак фінський сенат відхиляв таку пропозицію, оскільки це суперечило Конституції Великого князівства Фінляндському, згідно з якою часописи могли виходити лише двома офіційними мовами — фінською та шведською. Рескрипт про видання газети імператор видав у листопаді 1899 року.
Перше число вийшло 1 січня 1900 року. Більшість фінів і шведів не знала російської, тому найважливіші матеріали виходили один раз на тиждень у додатку під назвою «Suomen sanomat».

Після вбивства Бобрикова 1904 року газета практично відмежувалась від фінського населення й висвітлювала життя тільки російської громади Фінляндії.

## Додатки
У 1901—1904 роках щотижня виходила газета «Suomen sanomat», що подавала фінською мовою основні повідомлення за тиждень, а впродовж 1910—1916 — «Сборник касающихся Финляндии законов и постановлений общегосударственного значения» (текст був фінською, шведською та російською). 